# Medicina Plinii

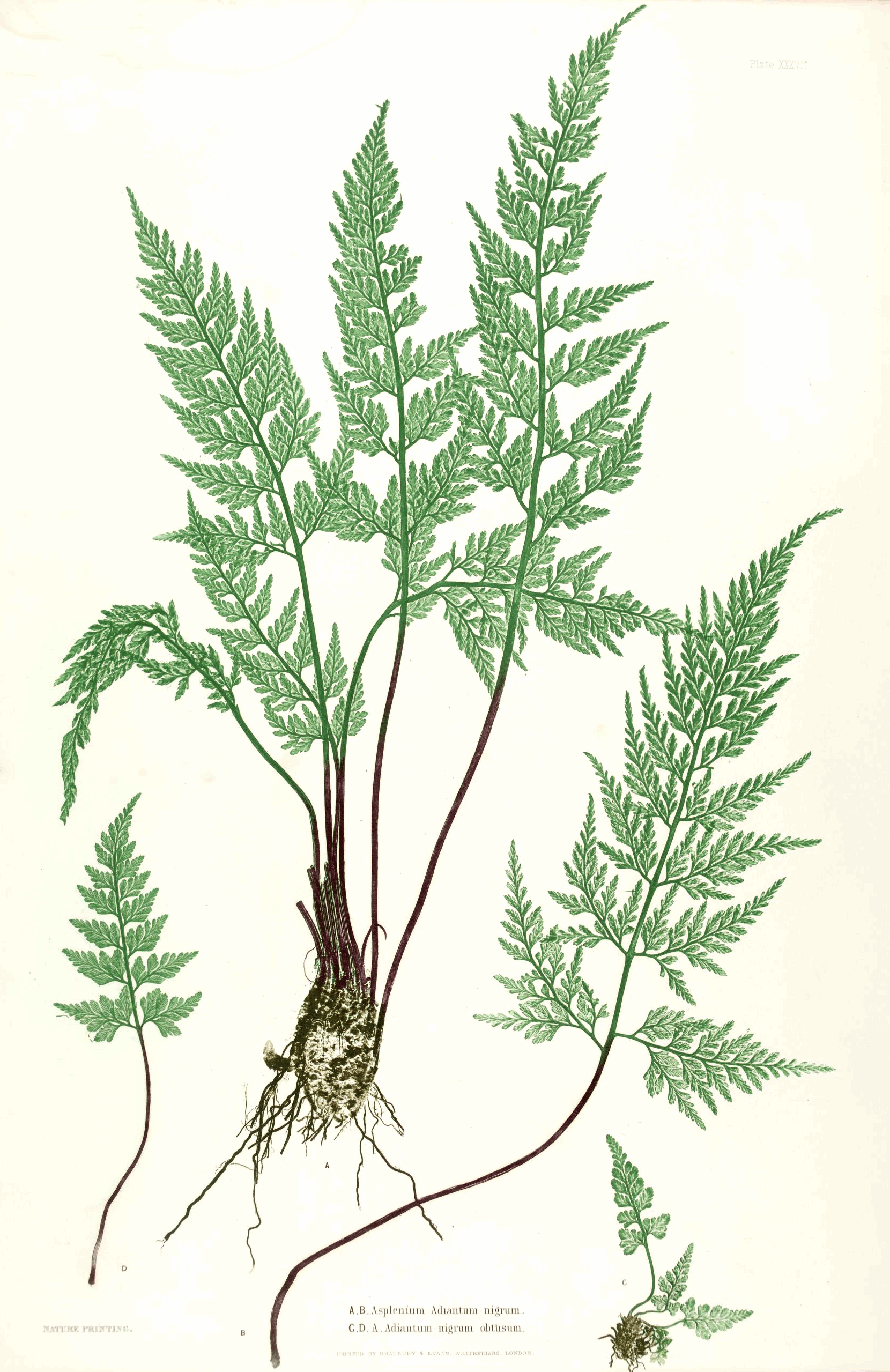
Falzia negra, possiblement lasplenium utilitzat en un remei per als ulls injectats en sang

Medicina Plinii és un recull anònim llatí de farmacologia que data del segle iv. L'autor diu que parla per experiència i ofereix l'obra com un recurs per als viatgers en el tracte amb venedors que venen medicines sense valor a preus exorbitants només per benefici. El text es presenta en tres llibres amb ordre convencional: a capite ad calcem ('de cap a peus'); el primer descriu tractaments relacionats amb el cap i la gola, el segon amb el tors i les extremitats inferiors i el tercer sobre malalties sistèmiques, de pell i verins.
El llibre conté més de 1.100 receptes de fàrmacs, la majoria de la Naturalis Historia de Plini el Vell i altres fonts que inclouen Aulus Corneli Cels, Escriboni Llarg i Dioscòrides Pedaci. La majoria de receptes contenen un nombre limitat d'ingredients, en contrast amb els reculls més amplis i exhaustius com el Medicamentis liber de Marcel Empíric, i estan en mesures exactes en dracmes i  denaris o altres unitats.
Els ingredients i mètodes en Medicina Plinii són típics de manuals farmacològics llatins. Els materials en poden ser botànics, derivats d'animals o minerals; els processos en són la decocció, emulsió, calcinació i fermentació. Les preparacions poden ser aplicades tòpicament, o consumides i relacionades amb la màgia, que era una característica dels manuals mèdics llatins.

Tal vegada perquè el nom de Plini hi anava unit, el llibre va gaudir de gran popularitat i influència, amb moltes versions del manuscrit en l'edat mitjana.